# تشم بلبل (بابويي)
تشم بلبل (بالفارسية: چم بلبل) هي قرية تقع في إيران في قسم بابويي الريفي. يقدر عدد سكانها بـ 184 نسمة بحسب إحصاء 2016.